# Trẻ em

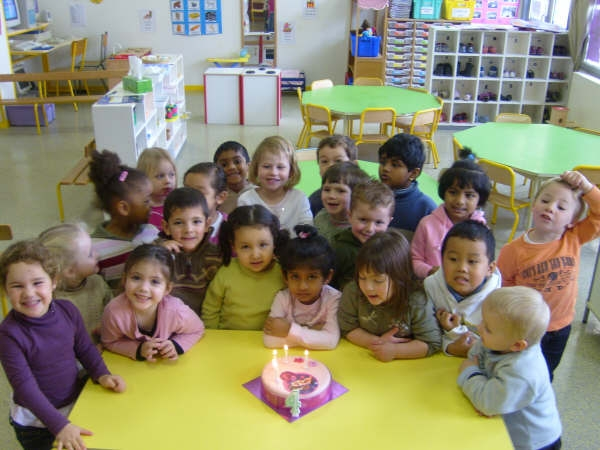
Trẻ em trong trường học

Trẻ em hay trẻ nhỏ, con nít, đứa trẻ, đứa bé, đứa nhỏ,  thiếu nhi, cháu bé, cháu nhỏ, trẻ thơ, bé thơ là một con người ở giữa giai đoạn từ khi sinh ra và tuổi dậy thì về mặt sinh học,. Theo định nghĩa pháp lý, một "trẻ em" nói chung chỉ tới một đứa trẻ, còn được biết tới là một người chưa tới tuổi trưởng thành.
Trẻ em cũng có thể được hiểu trong mối quan hệ gia đình với bố mẹ (như con trai và con gái ở bất kỳ độ tuổi nào) hoặc, với nghĩa ẩn dụ, hoặc thành viên nhóm trong một gia tộc, bộ lạc, hay tôn giáo, nó cũng có thể bị ảnh hưởng mạnh mẽ bởi một thời gian, địa điểm cụ thể, hoặc hoàn cảnh, như trong "một đứa trẻ vô tư" hay "một đứa trẻ của những năm sáu mươi".

## Các định nghĩa pháp lý

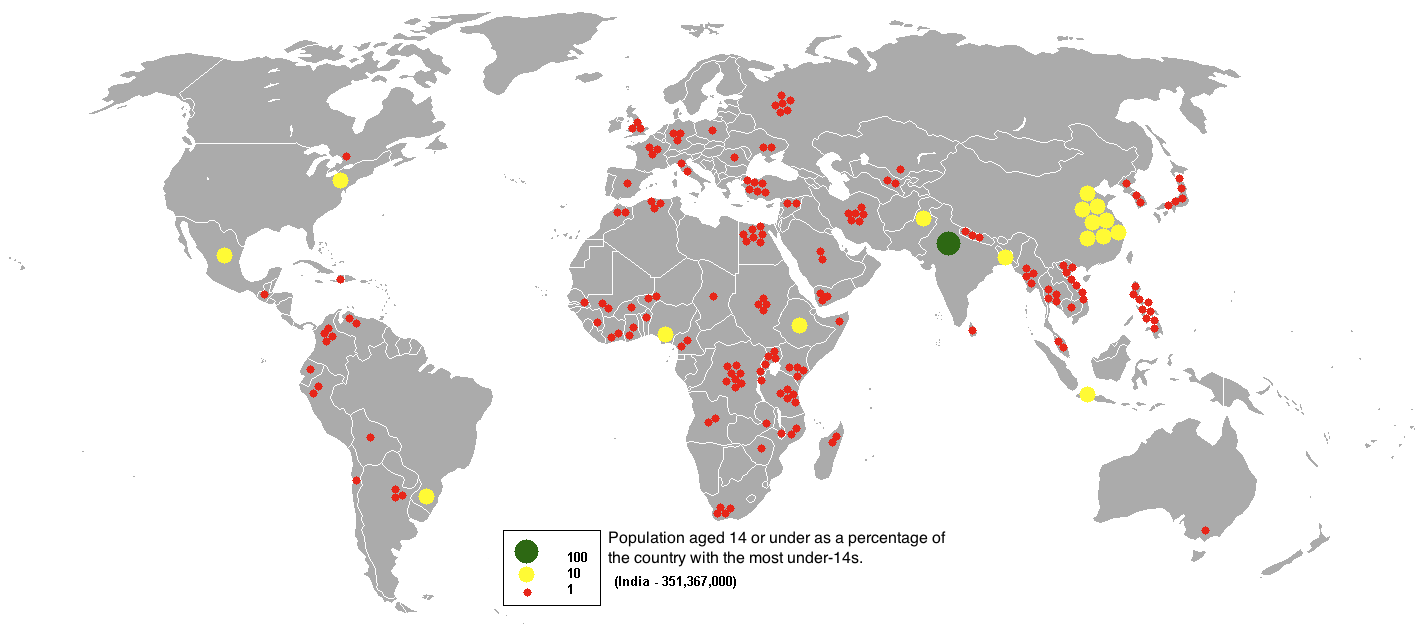
Dân số dưới 15 tuổi năm 2005

Hiệp ước về Quyền Trẻ em của Liên hiệp quốc định nghĩa một đứa trẻ là "mọi con người dưới tuổi 18 trừ khi theo luật có thể áp dụng cho trẻ em, tuổi trưởng thành được quy định sớm hơn." Hiệp nước này được 192 của 194 nước thành viên phê duyệt. Luật Bảo vệ và chăm sóc trẻ em của Việt Nam năm 2004 quy định trẻ em là công dân Việt Nam dưới 16 tuổi. Một số định nghĩa tiếng Anh của từ trẻ em bao gồm thai nhi. Về mặt sinh học, một đứa trẻ là bất kỳ ai trong giai đoạn phát triển của tuổi thơ ấu, giữa sơ sinh và trưởng thành. Trẻ em nhìn chung có ít quyền hơn người lớn và được xếp vào nhóm không để đưa ra những quyết định quan trọng, và về mặt luật pháp phải luôn có người giám hộ.
Công nhận thời thơ ấu như là một trạng thái khác nhau từ bắt đầu tuổi trưởng thành xuất hiện trong các thế kỷ XVI và XVII. Xã hội đã bắt đầu liên quan đến trẻ em không phải là một người lớn thu nhỏ nhưng là một người của một cấp dưới của sự trưởng thành cần người lớn bảo vệ, thương yêu và nuôi dưỡng. Sự thay đổi này có thể được xem xét trong các bức tranh: Trong thời Trung cổ, trẻ em được mô tả trong nghệ thuật như người lớn thu nhỏ với không có đặc điểm trẻ con. Trong thế kỷ XVI, hình ảnh của trẻ em bắt đầu có sự khác biệt về yếu tố trẻ con. Từ cuối thế kỷ XVII trở đi, trẻ em đã được hiển thị qua các trò chơi. Đồ chơi và văn học cho trẻ em cũng bắt đầu phát triển vào thời điểm này.

## Những thái độ về trẻ em

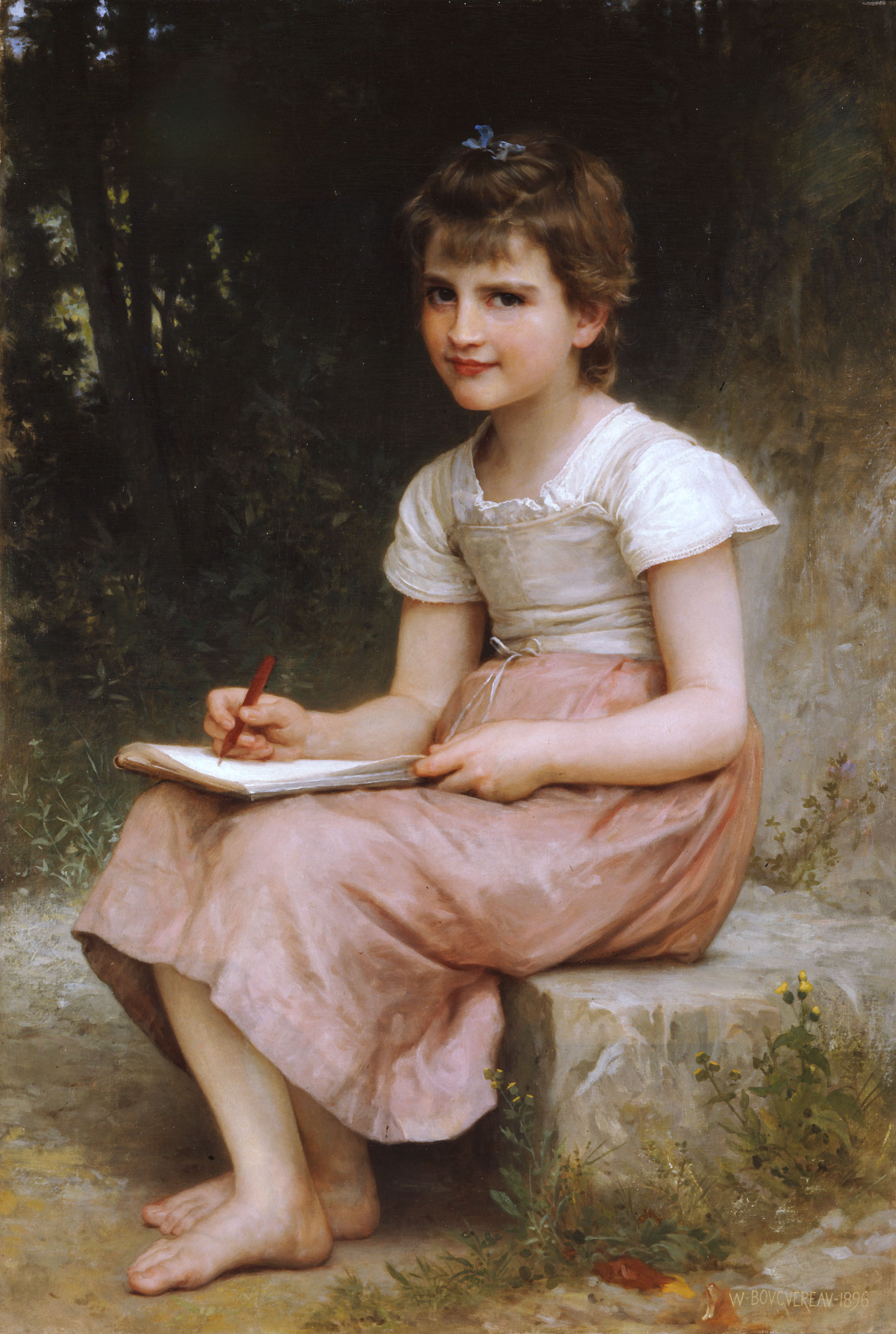
Bức họa A Calling của họa sĩ Pháp Bouguereau

Các thái độ xã hội về trẻ em thay đổi trên khắp thế giới tuỳ theo nền văn hoá. Những thái độ đó đã thay đổi theo thời gian. Một cuộc nghiên cứu năm 1988 về thái độ của châu Âu về tính trung tâm của trẻ em phát hiện rằng Ý là quốc gia đề cao tính trung tâm của trẻ em nhất và Hà Lan ít đề cao nhất, với các quốc gia khác, như Áo, Anh Quốc, Ireland và Tây Đức nằm ở giữa.

## Các giai đoạn phát triển
Nhìn chung, tâm lý học phát triển phân biệt giữa các giai đoạn phát triển sau đây theo trạng thái phát triển sinh học, tâm lý và xã hội:
- Trẻ sơ sinh (tối đa 28 ngày)
- Em bé (tuổi đời 1, 2)
- Tuổi thơ

Tiếp theo là giai đoạn của tuổi vị thành niên, dậy thì, thiếu niên, trưởng thành, thanh niên.

## Chăm sóc trẻ em
Chăm sóc trẻ em là hoạt động nuôi dưỡng, giáo dục, theo dõi quá trình phát triển của trẻ nhỏ.

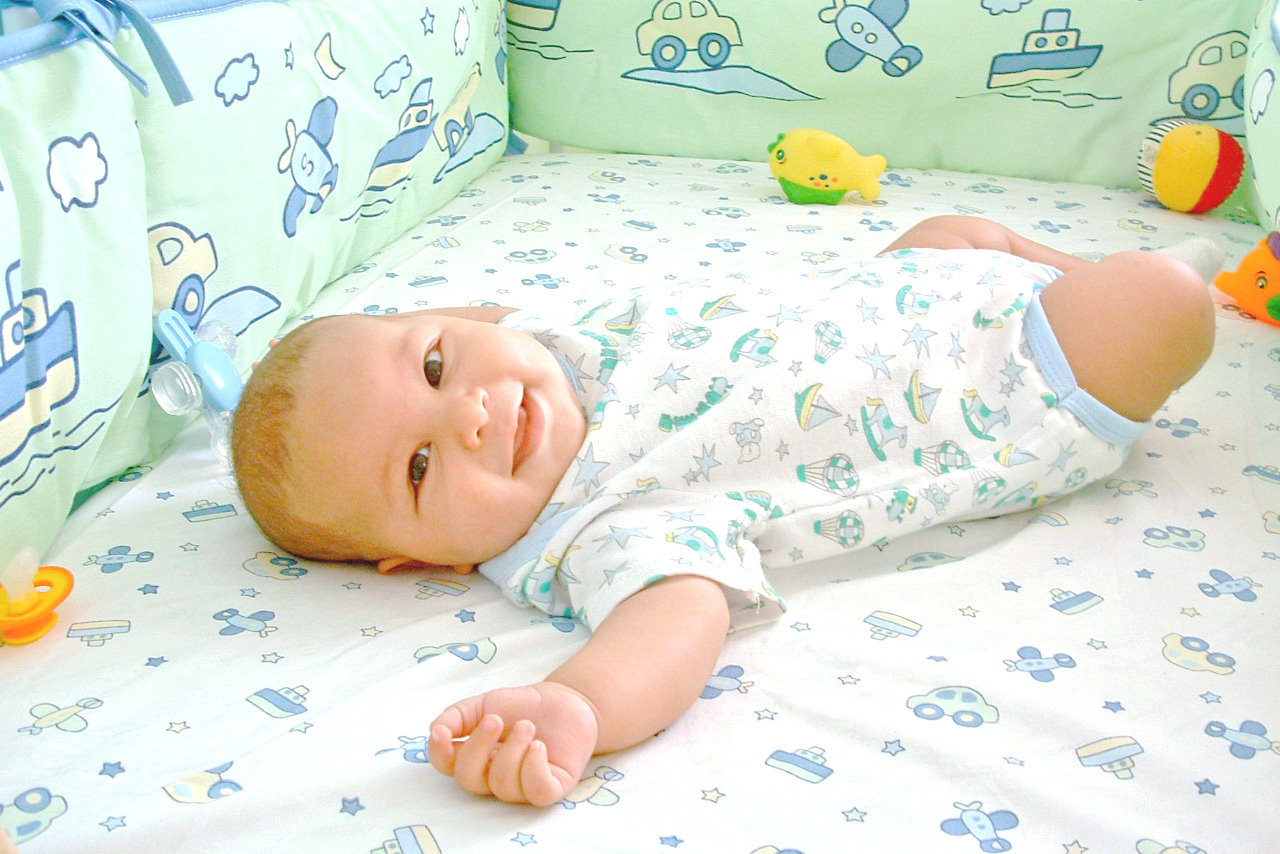
Một em bé đang cười

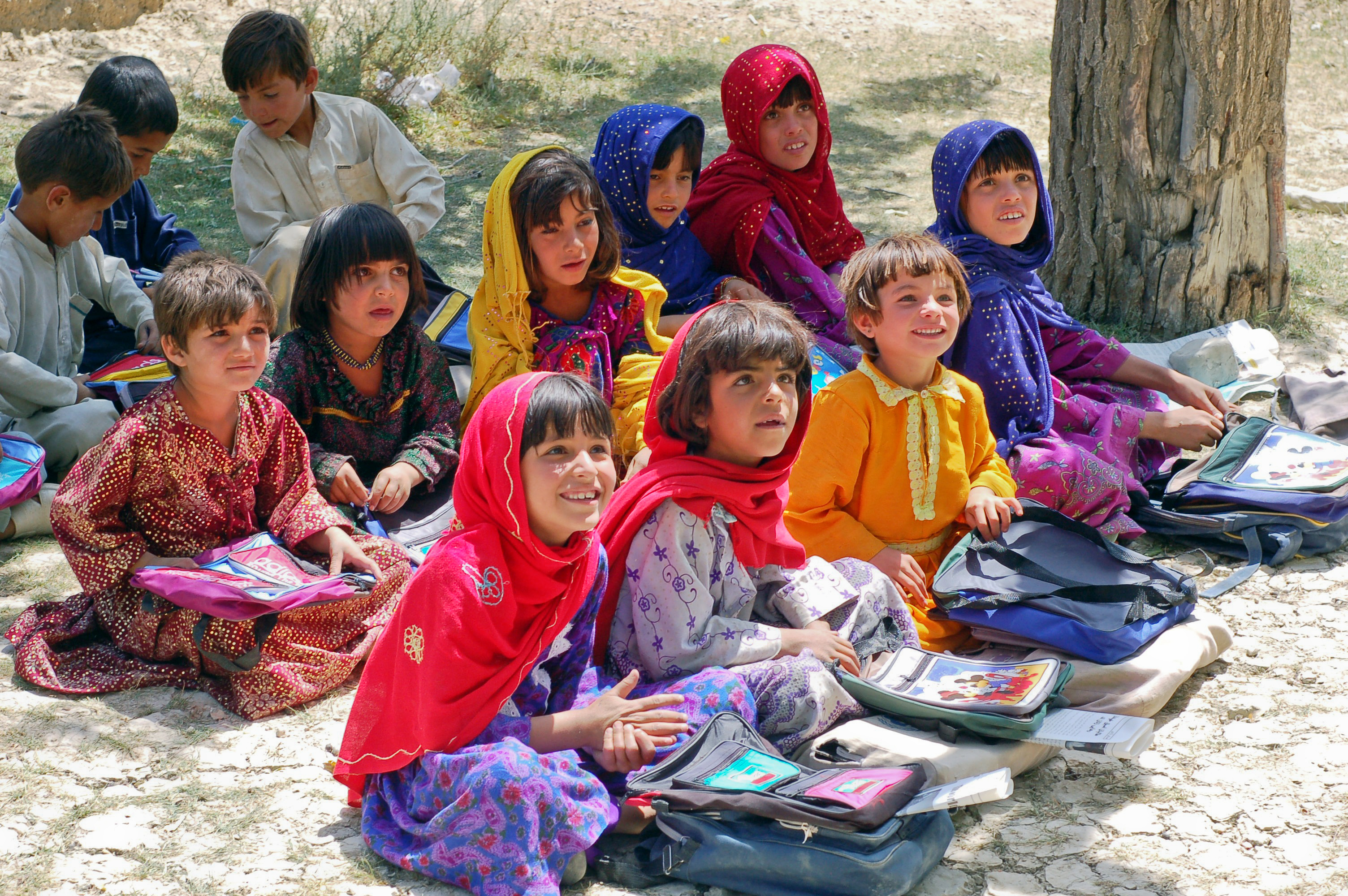
Những nữ học sinh vùng quê nghèo ở Bamozai, gần Gardez, tỉnh Paktya, Afghanistan năm 2007 trong lúc nội chiến. Trường chưa có cơ sở, vì vậy các lớp học được tổ chức ngoài trời.

Trẻ nhỏ từ khi mới lọt lòng mẹ cần sự chăm sóc về dinh dưỡng cũng như giáo dục về tinh thần. Trong nhiều xã hội hiện đại, công việc này được chia sẻ cho cả cha và mẹ đứa bé. Một số gia đình có thêm người giúp đỡ cho việc này, thường gọi là vú em. Ở nhiều xã hội, các thành viên khác của gia đình, như ông bà, cũng tham gia việc chăm sóc trẻ. Trẻ nhỏ sau độ tuổi 12 tháng ở nhiều quốc gia có thể đến trường mẫu giáo để nhận được sự chăm sóc, giúp cha mẹ của chúng có thời gian hoạt động xã hội. Từ sau 6 năm tuổi, nhiều quốc gia quy định trẻ phải bắt buộc đến trường tiểu học.

## Quyền trẻ em
Quyền trẻ em là tất cả những gì trẻ em cần có để được sống và lớn lên một cách lành mạnh và an toàn. Quyền trẻ em nhằm đảm bảo cho trẻ em không chỉ là người tiếp nhận thụ động lòng nhân từ của người lớn, mà các em là những thành viên tham gia tích cực vào quá trình phát triển. Bao gồm quyền được bảo vệ và chăm sóc đặc biệt mà mọi người, mọi gia đình dành cho trẻ em và cả quyền được cha mẹ ruột yêu thương, cũng như những nhu cầu căn bản: được ăn uống, được giáo dục phổ quát do nhà nước trả tiền, được chăm sóc sức khoẻ và các điều luật hình sự thích hợp với độ tuổi và sự phát triển của trẻ em. Những cách giải thích về quyền trẻ em thay đổi từ cho phép trẻ em khả năng tự quyết về hành động tới đảm bảo cho trẻ em tự do về thân thể, tinh thần và tình cảm không bị lạm dụng, dù cái bị gọi là "lạm dụng" đang là một vấn đề gây tranh cãi. Các định nghĩa khác gồm quyền được chăm sóc và được nuôi dưỡng.

## Tuổi chịu trách nhiệm

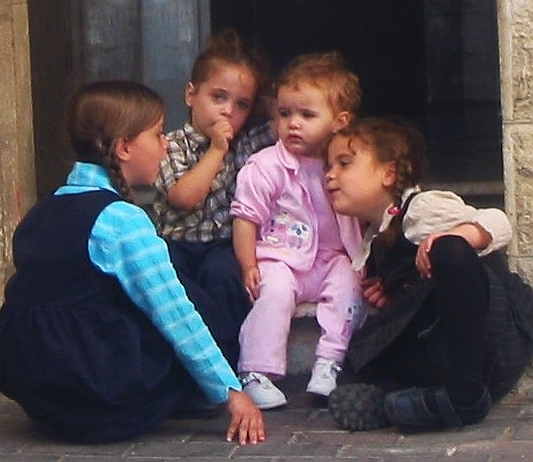
Trẻ em tại Jerusalem

Độ tuổi theo đó trẻ em bị coi là phải chịu trách nhiệm về hành vi của mình cũng thay đổi theo thời gian, và nó được phản ánh theo cách chúng được đối xử tại các phiên toà của pháp luật. Thời La Mã, trẻ em bị coi là không có lỗi về các tội phạm, một lập trường sau này được Nhà thờ chấp nhận. Ở thế kỷ XIX, trẻ em chưa tới bảy tuổi được cho là không phải chịu trách nhiệm về tội lỗi. Trẻ em từ bảy tuổi trở lên bị coi là phải chịu trách nhiệm về hành vi. Vì thế, chúng có thể phải đối mặt với các trách nhiệm tội phạm, bị gửi tới nhà tù của người lớn, và bị trừng trị như người lớn như đánh roi, đóng dấu ô nhục hay treo cổ. Ngày nay, ở nhiều quốc gia như Canada và Hoa Kỳ, trẻ em từ 12 tuổi trở lên phải chịu trách nhiệm cho hành động của chúng và có thể được gởi tới trung tâm giáo dục đặc biệt giống như các trường giáo dưỡng của Việt Nam cho trẻ vị thành niên.
Những cuộc điều tra đã phát hiện ra rằng ít nhất 25 quốc gia trên thế giới không có độ tuổi quy định cho giáo dục phổ cập. Độ tuổi lao động tối thiểu và độ tuổi kết hôn tối thiểu cũng khác biệt. Ở Việt Nam độ tuổi phải tự chịu trách nghiệm cho việc mình làm là từ 12- 18 tuổi. Tại ít nhất 125 quốc gia, trẻ em trong độ tuổi 7-15 có thể bị đưa ra toà và có thể bị bỏ tù vì các hành động tội phạm. Ở một số quốc gia, trẻ em bị buộc phải tới trường cho tới khi 14 hay 15 tuổi, nhưng cũng có thể làm việc trước độ tuổi đó. Quyền tiếp cận giáo dục của trẻ em có thể bị đe doạ vì việc kết hôn sớm, lao động trẻ em và việc bỏ tù.
Tại Việt Nam trẻ em được pháp luật quy định độ tuổi dưới 16, từ 16 đến dưới 18 là vị thành niên.

## Sự hoà nhập xã hội của trẻ em

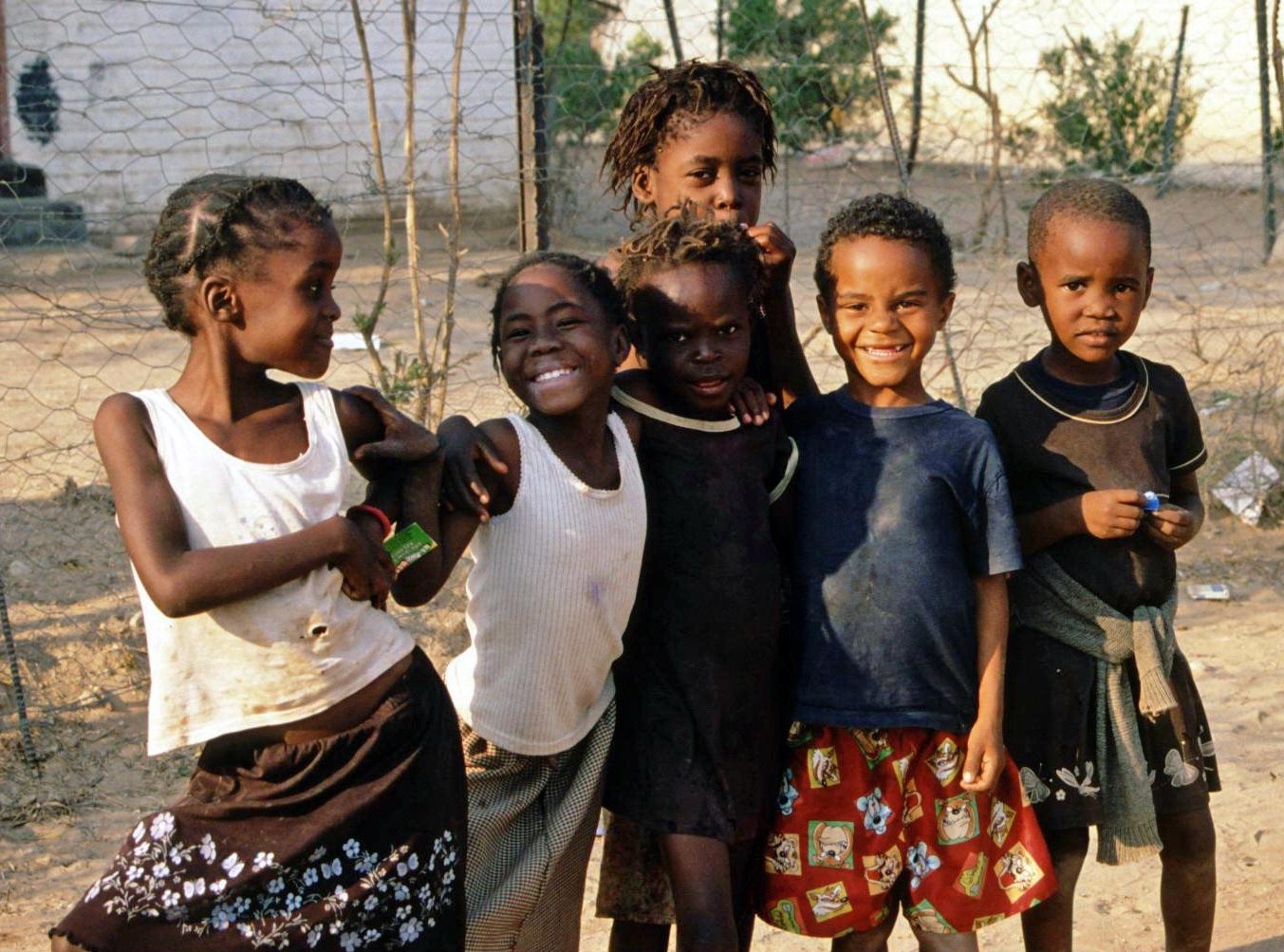
Trẻ em tại Namibia

Tất cả trẻ em đều trải qua các giai đoạn phát triển xã hội. Một đứa bé hay một đứa trẻ rất ít tuổi có thể chơi một mình một cách hạnh phúc. Nếu một đứa trẻ khác đi tới, nó có thể bị tấn công thân thể hay bị đẩy đi. Sau đó, đứa trẻ có thể chơi với đứa trẻ khác, dần học cách chia sẻ và chờ đợi. Cuối cùng nhóm phát triển lớn hơn, tới ba hay bốn đứa trẻ. Tới khi đứa trẻ vào trường mẫu giáo, nó thường sẽ vui vẻ gia nhập và có trải nghiệm với nhóm.
Trẻ em với ADHD và không có khả năng học có thể cần sự giúp đỡ đặc biệt để phát triển các khả năng xã hội. Các đặc điểm bốc đồng của một đứa trẻ ADHD có thể dẫn tới quan hệ đồng tuổi kém. Trẻ em có khoảng chú ý kém có thể không hoà nhập vào các quy tắc xã hội trong môi trường của chúng, khiến chúng khó học được các kỹ năng xã hội thông qua kinh nghiệm.